# برگ‌بویی‌های جنوبی
برگ‌بویی‌های جنوبی (نام علمی: Laurelia) نام یک سرده از خانواده رازیانه‌بوهای جنوبی است.